# Pollichia campestris
Pollichia campestris es la única especie del género monotípico Pollichia de la familia de las cariofiláceas. Es  originaria de Sudáfrica.

## Descripción
Es una planta herbácea arbustiva con la base leñosa y muy ramificada especialmente en la parte alta, alcanza un tamaño de  0,08 a 1,5 m de altura.

## Ecología
Se encuentra en pastizales, matorrales, bosques abiertos, suelos arenosos menudos, a una altitud de 0 a 2340 metros en Arabia, Sudáfrica, Namibia, Botsuana y Lesoto.

## Taxonomía
Pollichia campestris fue descrita por William Aiton y publicado en Hortus Kewensis; or, a catalogue . . . 1: 5. 1789.
Sinonimia
- Meerburgia glomerata Moench
- Neckeria campestris J.F.Gmel.	[3]